# Anaimalai
Anaimalai är en ort i Indien.   Den ligger i distriktet Coimbatore och delstaten Tamil Nadu, i den södra delen av landet, 2 000 km söder om huvudstaden New Delhi. Anaimalai ligger 261 meter över havet och antalet invånare är 16 131.
Terrängen runt Anaimalai är platt, och sluttar norrut. Runt Anaimalai är det tätbefolkat, med 511 invånare per kvadratkilometer. Närmaste större samhälle är Pollachi, 11,7 km nordost om Anaimalai. Trakten runt Anaimalai består till största delen av jordbruksmark.